# CD5
T-cell surface glycoprotein CD5 ist ein Oberflächenprotein, das sich vor allem auf weißen Blutkörperchen findet, die zu den T-Lymphozyten gehören. CD5 ist vermutlich an der Regulation der Zellteilung von T-Zellen beteiligt. CD5 ist glykosyliert, phosphoryliert und besitzt Disulfidbrücken.
Neben CD3 ist es auch ein guter immunhistopathologischer Marker von T-Zellen und T-Zell-abhängigen Neoplasien wie Lymphomen und Leukämien. 
Daneben wird es in geringem Maße auch auf speziellen B-Lymphozyten exprimiert.